# Tournoi féminin de hockey sur gazon aux Jeux africains de 2023
Navigation
Abuja 2003 Le Caire 2027
Le tournoi féminin de hockey sur gazon aux Jeux africains de 2023 se tient à Accra, au Ghana, du 17 au 22 mars 2024 au Theodosia Okoh Hockey Stadium,, c'est la 4e édition de cet événement.
Les épreuves de hockey sur gazon devaient se tenir en août 2023, mais elles ont été reportées du 15 au 22 mars 2024 en raisons des désagréments de droits de marché et des retards dans les enseignes.
L'Afrique du Sud, vainqueur de l'édition 2003, remettra son titre en jeu pour la 3e fois consécutive.

## Calendrier de la compétition
En phase de groupes, les matchs se jouent sur un unique et même terrain.
| 17 | 18 | 19 | 20 | 21 | 22 |
| -- | -- | -- | -- | -- | -- |
| P  | P  |    | P  |    | F  |

|  | Jour de compétition |  | Jour de finale |

## Format de la compétition
Les cinq équipes qualifiées sont réparties en un groupe unique de cinq équipes. Au sein de la poule, toutes les équipes se rencontrent. Trois points sont attribués pour une victoire, un pour un match nul, et aucun pour une défaite. Les deux premières équipes de la poule s'affrontent en finale tandis que les équipes classées troisième et quatrième de la poule s'affrontent en match pour la 3e place.

## Équipes qualifiées
Les 2 premières équipes de la zone Afrique du Classement mondial de la FIH sont directement qualifiées tandis que toutes les autres équipes sont qualifiées via les qualifications en trois zones différentes,.
| Événement                                | Dates                      | Lieu   | Quotas | Qualifiés   |
| ---------------------------------------- | -------------------------- | ------ | ------ | ----------- |
| Classement mondial FIH                   | NC                         | NC     | 1      | Ghana       |
| Qualification zone Afrique du Nord-Est   | 6 juin 2022                | Annulé | 1      | Kenya       |
| Qualification zone Afrique du Nord-Ouest | Annulé                     | Abuja  | 1      | Nigeria     |
| Qualification zone Afrique Sud-Centrale  | 31 août - 4 septembre 2022 | Harare | 0      | [ NA-ZW 1 ] |
| Total                                    | Total                      | Total  | 3      |             |

1. ↑  L'Afrique du Sud initialement qualifiée renonce finalement à la compétition[7]

1. ↑  L'Ouganda initialement qualifié renonce finalement à la compétition

1. ↑  La Namibie et le Zimbabwe initialement qualifiés renoncent finalement à la compétition

## Critères
En cas d'égalité de points de plusieurs équipes à l'issue des matchs de poule, les critères suivants sont appliqués dans l'ordre indiqué pour établir leur classement:
1. Points de chaque équipe,
2. Matchs gagnés,
3. Différence de buts,
4. Buts pour,
5. Plus grand nombre de points obtenus dans les matchs de poule disputés entre les équipes concernées,
6. Buts marqués en plein jeu.

## Premier tour
Légende :
- Finale

| Rang | Équipe  | Pts | J | G | N | P | Bp | Bc | Diff |
| ---- | ------- | --- | - | - | - | - | -- | -- | ---- |
| 1    | Ghana H | 6   | 2 | 2 | 0 | 0 | 5  | 1  | +4   |
| 2    | Nigeria | 3   | 2 | 1 | 0 | 1 | 1  | 1  | 0    |
| 3    | Kenya   | 0   | 2 | 0 | 0 | 2 | 1  | 5  | -4   |

| 17 mars 2024 | Kenya   | 1 - 4 | Ghana |
| 18 mars 2024 | Nigeria | 0 - 1 | Ghana |
| 20 mars 2024 | Nigeria | 1 - 0 | Kenya |

## Tour pour les médailles

### Tableau
|  | Finale       |         |          |          |  |  |  |  |  |  |
|  |              |         |          |          |  |  |  |  |  |  |
|  | 22 mars 2024 |         |          |          |  |  |  |  |  |  |
|  | Ghana        | Ghana   | 0 (4)tab | 0 (4)tab |  |  |  |  |  |  |
|  | Ghana        | Ghana   | 0 (4)tab | 0 (4)tab |  |  |  |  |  |  |
|  | Nigeria      | Nigeria | 0 (3)    | 0 (3)    |  |  |  |  |  |  |
|  | Nigeria      | Nigeria | 0 (3)    | 0 (3)    |  |  |  |  |  |  |

### Match pour la médaille d'or
| Match 4            | Ghana                                                                     | 0 - 0             | Nigeria                                                                                 |                                             |                                             |
| 22 mars 2024 10h00 |                                                                           |                   |                                                                                         | Arbitrage : Haroon Rashid Kamile Mockaityté | Arbitrage : Haroon Rashid Kamile Mockaityté |
| 22 mars 2024 10h00 | Rapport (FIH) Rapport (Accra 2023)                                        |                   |                                                                                         | Arbitrage : Haroon Rashid Kamile Mockaityté | Arbitrage : Haroon Rashid Kamile Mockaityté |
| 22 mars 2024 10h00 | Opoku · Umaru · Amoako · Bamfo · Owusumaa · ---- · Umaru · Opoku · Amoako | Tirs au but 4 - 3 | Johnson · Jerry · Christopher · Saturday · Billo · ---- · Christopher · Johnson · Jerry | Arbitrage : Haroon Rashid Kamile Mockaityté | Arbitrage : Haroon Rashid Kamile Mockaityté |

## Classement final
| Rang                        | Équipe  | J | V | N | D | BP | BC | Diff | Pts | Classement mondial FIH | Classement mondial FIH | Classement mondial FIH |
| Rang                        | Équipe  | J | V | N | D | BP | BC | Diff | Pts | Avant                  | Après                  | +/-                    |
| --------------------------- | ------- | - | - | - | - | -- | -- | ---- | --- | ---------------------- | ---------------------- | ---------------------- |
| Médaille d'or, Afrique      | Ghana H | 3 | 2 | 1 | 0 | 5  | 1  | +4   | 7   | 37                     | 31                     | +6                     |
| Médaille d'argent, Afrique  | Nigeria | 3 | 1 | 1 | 1 | 1  | 1  | 0    | 4   | 35                     | 36                     | -1                     |
| Médaille de bronze, Afrique | Kenya   | 2 | 0 | 0 | 2 | 1  | 5  | -4   | 0   | 30                     | 33                     | -3                     |

## Médaillées
| Épreuves        | Or | Argent | Bronze |
| --------------- | --- | --- | --- |
| Tournoi féminin | Ghana- Abigail Boye - Mercy Ackon - Sulemana Adizatu - Adwoa Amoah - Mavis Ampem Darkoa - Doris Antwi - Cecilia Amoako - Ernestina Coffie - Hagiet Copson - Elizabeth Opoku - Acquah Juwaila - Lydia Afriyie - Margaret Owusuwaa - Mavis Berko - Umaru Nafisatu - Racheal Bamfo - Umaru Nalisatu - Vivian Narkuor | Nigeria- Jerry Aghalelosa - Aisha Adamu - Benedicta Johnson - Josephine Christopher - Comfort Saturday - Damilola Ogunmakin - Esther Billo - Esther Chukwu - Faith Obukowho - Hannah Hossanah - Precious Irimiya - Iveren Ajekwe - Alfa John - Joy Christopher - Mary Danboyi - Morufat Adeyemi - Baba Ndana - Umweni Osarugue - Queenesther Njoku - Martha Oku | Kenya - Alice Wanjiku - Caroline Guchu - Diana Bariti - Flavia Mutiva - Leah Omwandho - Lynne Kipsang - Maureen Okumu - Vivian Onyango - Naom Kemunto - Quinter Okore - Gaudencia Ochieng - Rachael Njogu - Maurine Oduor - Beverlyne Akoth - Maurine Sumbwa - Nichole Odhiambo - Eleanor Chebet |